# شوگر ماونتن (کارولینای شمالی)
شوگر ماونتن (به انگلیسی: Sugar Mountain) شهری در ایالت کارولینای شمالی کشور ایالات متحده آمریکا است که جمعیت آن در سرشماری سال ۲۰۱۰ میلادی، ۱۹۸ نفر بوده‌است.